# Agriocnemis exilis
Agriocnemis exilis là một loài chuồn chuồn kim trong họ Coenagrionidae.
Loài này được xếp vào nhóm Loài ít quan tâm trong sách Đỏ của IUCN năm 2009.
Agriocnemis exilis is in 1872 voor het eerst wetenschappelijk beschreven bởi Selys.